# Gemballa
Gemballa é uma empresa sediada em Leonberg perto de Stuttgart, na Alemanha, que foi fundada por, Uwe Gemballa, em 1981. A Gemballa fornece peças de reposição, principalmente para a Porsche e customiza os mesmos. A sua principal rival hoje, é a Ruf Automobile. No Brasil, a Gemballa é representada oficialmente pela Strasse desde 2016.

## Veículos da Gemballa

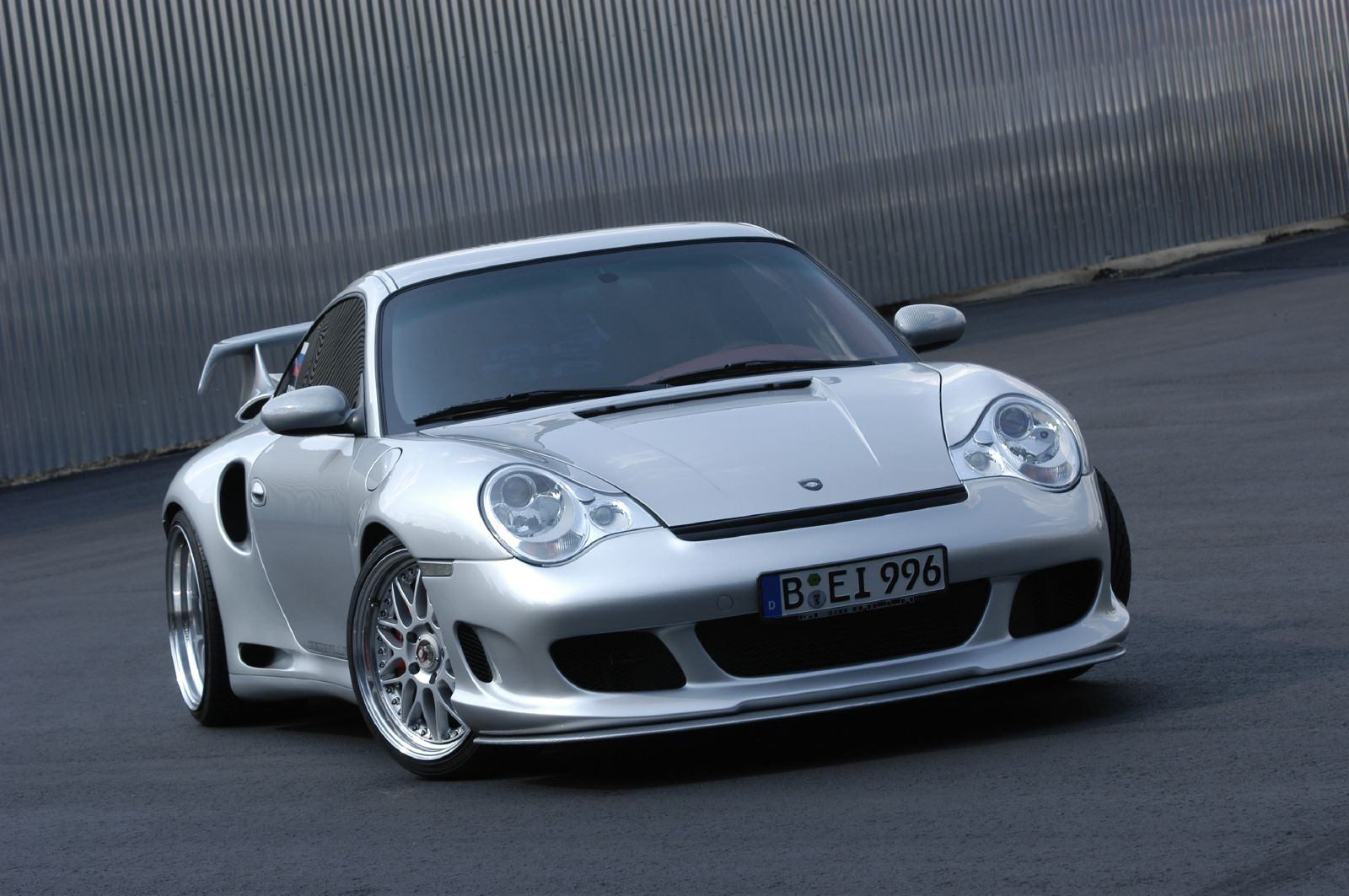
Gemballa GTR 650 Evo

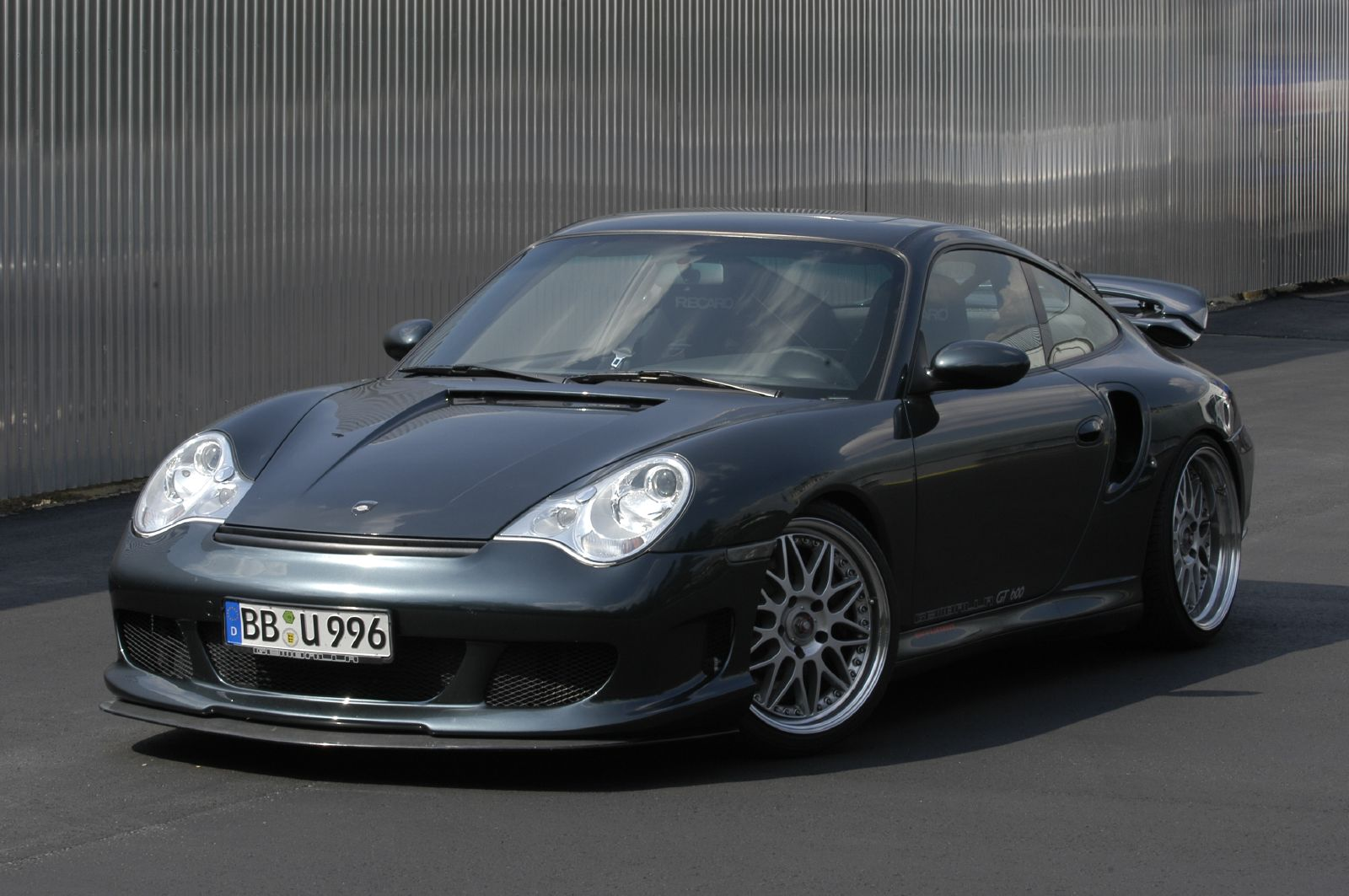
Um Gemballa modificado a partir do Porsche 996 turbo.

- Mirage GT - É baseado no Porsche Carrera GT. Rumores sugerem que quando o carro foi produzido tinha mais de 800 HP, porém, a modificação de desempenho se deu apenas a um sistema de escape que aumenta a potência para 645 HP. Proprietário da empresa Uwe Gemballa diz que uma versão twin-turbo do supercarro Porsche está em obras. A revista Modified Luxury & Exotics descreveu o lançamento do carro como "um dos momentos mais esperados do mercado de reposição". Eles concluíram dizendo que, "Seria uma heresia não dizer que a Gemballa Mirage GT é um dos melhores automóveis já caracterizados."[2]
- Gemballa Avalanche GTR800 EVO-R - É um carro baseado no atual 911 (997) GT2. Como o título sugere, este hipercarro produz cerca de 800 HP graças a dois turbocompressores altamente modificados no motor. Não há muita informação disponível no momento, mas existem algumas imagens divulgadas na www.gemballa.com, o site do Gemballa.

Gemballa tem também uma modificação baseada no 957 Porsche Cayenne Turbo. Isso produz cerca de 750 bhp. A modificação é chamada GT 750 Aero 3. Essa modificação também está disponível para o antecessor do Cayenne Turbo 955. A tune-up características kit modificação exterior para melhorar o desempenho aerodinâmico. Afinação do motor é realizada através de turbocompressores, refrigeradores (óleo e ar pressurizado IC) e uma grande coleção de componentes de motor, incluindo pistões e selos.